# Бернар дьо Трамле
Бернар дьо Трамле  е рицар-тамплиер, четвъртият по ред велик магистър на тамплиерите, като води ордена от юни 1151 до август 1153 г.

## Биография
Произхожда от баронския род на замъка Трамле в Бургундия, дн. Франция. Остава в историята с действията си като строител, като след избора му за велик магистър укрепва редица отбранителни крепости в Йерусалимското кралство.
- Арсуф
- Газа
- Дарон
- Яфа

Военните му заслуги са също немаловажни. Участва в битката при завземането на много ценната за тамплиерите крепост Аскалон, където е пленен и екзекутиран с още 40 рицари-тамплиери.